# 달마티우스
이 문서는 카이사르 (335-337)를 다룬다. 카이사르의 아버지인 감찰관 플라비우스 달마티우스에 대해서는 플라비우스 달마티우스 기사를 참조하시오. 이 이름을 가진 성인에 대해서는 성 달마티우스 문서를 참조하시오.
플라비우스 달마티우스 카이사르 (Flavius Dalmatius Caesar, 그의 이름은 현대 주화에서 종종 델마티우스로 표기된다, 337년 사망)는 로마 제국의 카이사르 (335–337)이자 콘스탄티누스 왕조의 일원이다.
달마티우스는 콘스탄티누스 대제의 조카였다. 플라비우스 달마티우스라고도 불리는 그의 아버지는 콘스탄티누스의 이복형이었으며 검열관으로 일했다. 달마티우스와 그의 형제 한니발리아누스는 톨로사(Tolosa, 현재의 툴루즈)에서 수사학자 엑수페리우스(Exuperius)에게 교육을 받았다.

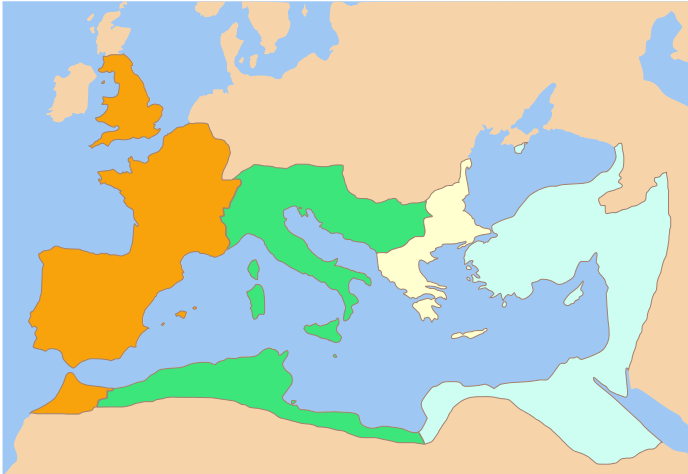
콘스탄티누스 1세가 임명한 카이사르들 사이에서 로마 제국의 분할: 서쪽에서 동쪽으로, 콘스탄티누스 2세, 콘스탄스 1세, 달마티우스, 콘스탄티우스 2세의 영토. 콘스탄티누스 1세가 죽은 후(337년 5월) 달마티우스가 죽고 그의 영토가 콘스탄스와 콘스탄티우스 사이에 분할될 때까지 이것은 제국의 공식적인 분할이었다.

335년 9월 18일, 그는 삼촌인 콘스탄티누스에 의해 트라키아, 아카이아, 마케도니아를 다스리는 카이사르의 지위에 올랐다. 달마티우스는 337년 늦여름에 자신의 병사들에게 살해당했다. 그의 죽음은 콘스탄티누스의 죽음으로 황실을 강타한 숙청과 관련이 있을 가능성이 있으며, 콘스탄티우스 2세에 의하여 사망한 황제의 아들 이 외에 제국의 권력을 주장할 가능성이 있는 사람을 제거할 목적으로 조직되었을 가능성이 있다.

## 같이 보기
- 콘스탄티누스 왕조

## 참조 및 출처
참조
1. 1 2  Potter, David. (2008) Emperors of Rome: Imperial Rome from Julius Caesar to the last emperor. London: Quercus, p. 195. ISBN 9781847245526

출처
- DiMaio, Michael, "Dalmatius Caesar (335-337 A.D)", in DIR
- Jones, A.H.M.; J.R. Martindale; J. Morris (1971). 《The Prosopography of the Later Roman Empire Volume 1: A.D. 260–395》. Cambridge University Press. 241쪽. ISBN 0-521-07233-6.
- Marcos, Moysés (2014). “Constantine, Dalmatius Caesar, and the Summer of A.D. 337”. 《Latomus》 73 (3): 748–774. ISSN 0023-8856. JSTOR 24858587.